# Son Seok-koo
Son Seok-koo (en hangul, 손석구; nacido el 7 de febrero de 1983) es un actor surcoreano.

## Biografía
Habla con fluidez inglés.
Fue encargado de la administración de GOMT (LTD), una compañía dedistribución de máquinas de herramientas.

## Carrera
Es miembro de la agencia SBD Entertainment (샛별당엔터테인먼트).
En mayo de 2017 se unió al elenco recurrente de la segunda temporada de la serie estadounidense Sense8 donde dio vida al detective Kwon-Ho Mun, un oficial de la policía de Corea del Sur que quiere limpiar el nombre de Sun Bak (Bae Doona).
En enero de 2018 se unió al elenco recurrente de la serie Mother donde interpretó a Lee Seol-ak, el peligroso novio de Shin Ja-young (Ko Sung-hee).
El 8 de octubre del mismo año se unió al elenco principal de la serie Matrimonial Chaos donde dio vida a Lee Jang-hyun, un hombre de espíritu que en realidad se siente solo, hasta el final de la serie el 27 de noviembre del mismo año.
En julio de 2019 se unió al elenco recurrente de la serie Designated Survivor: 60 Days donde interpretó a Cha Young-jin, un ex profesor de ciencias políticas y el secretario en jefe de la oficina presidencial dentro de la Casa Azul.
En 2021 se unió al elenco principal de la serie D.P., donde da vida a Im Ji-sup, un oficial ejecutivo de la policía militar a quien sólo le interesan los buenos resultados.
El 9 de abril de 2022 se unió al elenco principal de la serie Mi diario de liberación, donde interpreta a Mr. Gu, un encantador y misterioso forastero que llega de repente a la aldea. Nadie sabe quién es, y su llegada es aún más desconcertante. Es un hombre que parece haber pasado por una serie de desgracias, está borracho los 365 días del año y ha perdido el rumbo de la vida.

## Filmografía

### Películas
| Año  | Título                                | Personaje                 | Notas                                                           | Ref.                 |
| ---- | ------------------------------------- | ------------------------- | --------------------------------------------------------------- | -------------------- |
| 2014 | Scarlet Innocence                     | Criminal del Casino n.º 2 | Junto a Jung Woo-sung, Esom y Kim Hee-won                       |                      |
| 2016 | Black Stone                           | —                         |                                                                 |                      |
| 2017 | Wedding                               | Song-hoon                 |                                                                 |                      |
| 2019 | Hit-and-Run Squad                     | Ki Tae-ho                 | Junto a Gong Hyo-jin, Jo Jung-suk, Ryu Jun-yeol y Yum Jung-ah   |                      |
| 2021 | Virus                                 | —                         |                                                                 |                      |
| 2021 | Nothing Serious (Woo Ri and Ja Young) | Woo-ri                    | Junto a Jeon Jong-seo y Gong Min-jeung                          | [ 15 ] [ 16 ]        |
| 2022 | The Roundup                           | Gang Hae-sang             | Junto a Ma Dong-seok, Choi Gwi-hwa y Eum Moon-suk               | [ 17 ] [ 18 ] [ 19 ] |
| 2023 | It's Okay!                            | Dong-wook                 | Aparición especial, junto a Lee Re, Jin Seo-yeon y Jung Soo-bin | [ 20 ] [ 21 ] [ 22 ] |
| 2024 | Troll Factory                         | Im Sang-jin               |                                                                 | [ 23 ] [ 24 ]        |

### Series de televisión
| Año     | Título                           | Personaje        | Canal   | Notas                                | Ref.                 |
| ------- | -------------------------------- | ---------------- | ------- | ------------------------------------ | -------------------- |
| 2016    | Kidnapping Assemblyman Mr. Clean | —                |         |                                      |                      |
| 2017    | Sense8 Season 2                  | Det. Kwon-Ho Mun | Netflix | Serie web                            |                      |
| 2018    | Mother                           | Lee Seol-ak      | tvN     |                                      | [ 25 ]               |
| 2018    | Suits                            | David Kim        | KBS 2TV | Aparición especial, ep. 5-6, 13, 15) |                      |
| 2018    | Matrimonial Chaos                | Lee Jang-hyun    | KBS 2TV | 32 episodios                         |                      |
| 2019    | Designated Survivor: 60 Days     | Cha Young-jin    | tvN     |                                      |                      |
| 2019    | Be Melodramatic                  | Kim Sang-soo     | JTBC    | Aparición especial, ep. 10, 12-16    |                      |
| 2021    | D.P.                             | Im Ji-seop       | Netflix | Serie web                            |                      |
| 2021    | Jirisan                          | Im Cheol-kyung   | tvN     | Aparición especial, ep. 4, 6         |                      |
| 2022    | Mi diario de liberación          | Koo Ja-kyung     | JTBC    |                                      | [ 26 ] [ 27 ]        |
| 2022-23 | La gran apuesta                  | Oh Seung-hoon    | Disney+ | Serie web                            | [ 28 ] [ 29 ]        |
| 2024    | La paradoja del asesino          | Jang Nan-gam     | Netflix | Serie web                            | [ 30 ] [ 31 ] [ 32 ] |
| 2025    | Hasta que el cielo nos reúna     | Ko Nak-joon      | JTBC    |                                      | [ 33 ] [ 34 ] [ 35 ] |

### Teatro
| Año  | Obra                  | Personaje | Notas |
| ---- | --------------------- | --------- | ----- |
| 2008 | Pyramus and Thisbe    | -         |       |
| 2009 | The Soldier's Fortune | -         |       |
| 2011 | 오이디푸스의 왕       | -         |       |
| 2012 | 보이첵                | -         |       |
| 2014 | 사랑이 불탄다         | -         |       |

### Anuncios
| Año  | Título     | Notas |
| ---- | ---------- | ----- |
| 2018 | 티아이포맨 |       |
| 2019 | AIM        |       |

### Revistas / sesiones fotográficas
| Año  | Título                | Notas |
| ---- | --------------------- | ----- |
| -    | Esquire Magazine      |       |
| 2018 | VOGUE Korea Magazine  |       |
| 2020 | Marie Claire Magazine |       |

## Premios y nominaciones
| Año  | Premios                                   | Categoría                                  | Trabajo                              | Resultado | Ref.          |
| ---- | ----------------------------------------- | ------------------------------------------ | ------------------------------------ | --------- | ------------- |
| 2018 | 2018 KBS Drama Award                      | Mejor actor revelación                     | Suits                                | Nominado  |               |
| 2018 | 2018 KBS Drama Award                      | Mejor actor revelación                     | Matrimonial Chaos                    | Nominado  |               |
| 2019 | 55th Baeksang Arts Award                  | Mejor actor revelación                     | Matrimonial Chaos                    | Nominado  | [ 36 ]        |
| 2019 | Director's Cut Award                      | Mejor actor revelación                     | Hit-and-Run Squad                    | Nominado  |               |
| 2019 | 55th Baeksang Arts Award                  | Mejor actor revelación                     | Hit-and-Run Squad                    | Nominado  | [ 37 ]        |
| 2022 | 8th APAN Star Awards                      | Premio a la excelencia en miniserie, actor | Mi diario de liberación              | Nominado  | [ 38 ] [ 39 ] |
| 2022 | 8th APAN Star Awards                      | Mejor pareja (con Kim Ji-won)              | Mi diario de liberación              | Nominados | [ 38 ] [ 39 ] |
| 2022 | 8th APAN Star Awards                      | Premio Estrella popular                    | Mi diario de liberación              | Nominado  | [ 38 ] [ 39 ] |
| 2022 | Brand of the Year Awards                  | Mejor actor                                | —                                    | Ganador   | [ 40 ]        |
| 2022 | Blue Dragon Series Awards                 | Mejor actor de reparto                     | D.P.                                 | Nominado  | [ 41 ]        |
| 2022 | Buil Film Awards                          | Mejor actor revelación                     | The Roundup                          | Nominado  | [ 42 ]        |
| 2022 | Chunsa Film Art Awards                    | Mejor actor de reparto                     | The Roundup                          | Nominado  | [ 43 ]        |
| 2022 | Director's Cut Awards                     | Mejor actor revelación (cine)              | Nothing Serious                      | Nominado  | [ 44 ]        |
| 2022 | Grand Bell Awards                         | Mejor actor de reparto                     | The Roundup                          | Nominado  | [ 45 ]        |
| 2022 | Kinolights Awards                         | Actor del año (nacional)                   | The Roundup, Mi diario de liberación | 2.º       | [ 46 ]        |
| 2022 | Korean Association of Film Critics Awards | Mejor actor revelación                     | The Roundup                          | Ganador   | [ 47 ]        |